# Измаил-бей Джандарид
Кемаледдин Измаил-бей (тур. Kemâleddin İsmâil Bey; 1414/1419—1479) — правитель бейлика Джандарогуллары в 1443—1461 годах. Измаил был внуком Исфендияра-бея, и унаследовал бейлик от отца, Ибрагима-бея.
Первое время после смерти  Ибрагима-бея в 1443 году права Измаила на правление оспаривались его братом Кызыл Ахмедом. Проиграв, Кызыл Ахмед поступил на службу к османским султанам. В 1461 году Мехмед II в рамках Анатолийской кампании сместил Измаила и  отдал бейлик Кызыл Ахмеду. После этого Измаил служил Мехмеду в должности санджакбея сначала в Анатолии, а затем в Филибе (Пловдив) в Румелии.

## Биография

### Ранние годы
Измаил-бей был сыном правителя бейлика Джандарогуллары Ибрагима-бея II и внуком Исфендияра-бея. Мать его звали Девлет Хатун бинт Абдуллах. Ибрагим правил всего 4 года и о его правлении никакой информации нет. В 1443 (1442) году он умер и его сменил старший сын, Измаил. Измаил родился в то время, когда к Исфендияру в Кастамону приехал шейх Бедреддин (И. Узунчаршилы датирует это событие 1219 годом). Он и дал ребёнку имя Измаил.
Измаил получил хорошее образование, но о его учителях, которых Ибрагим назначил сыну, известно немного. Среди учителей был Фетхуллах аль-Ширвани, который некоторое время жил в Кастамону перед тем, как поселиться в Османской империи.
О деятельности Ибрагима известно не много. В венецианских документах сохранилось упоминание о том, что в 1443 году правитель бейлика (Измаил) захватил около Синопа венецианский корабль, направлявшийся в Трапезунд. Венецианцы были вынуждены покинуть корабль, их имущество было конфисковано, но генуэзцы, плывшие на корабле, не пострадали. Измаил помнил, что Генуя имела соглашение с Мурадом. Венецианский документ от 1444 года сообщал, что к Измаилу из Венеции отправили посла для улучшения отношений. Измаил старался не обострять отношения с султаном Мурадом II и регулярно отсылал к нему послов с дарами. В письме от 22 мая 1444 года из Эдирне Кириак Анконский сообщал, что видел послов Ибрагима с дарами у Мурада. До начала первого правления Мехмеда II (август 1444) отношения Османидов и Джандаридов были дружественными. Став султаном в 12 лет, Мехмед II начал проводить агрессивную внешнюю политику. Измаил, как и другие Анатолийские беи, обратился к Мураду, который сместил сына и вернулся на трон. Отношения вновь стали дружественными. Зимой 1450 года Измаил был среди беев, приглашённых на устроенную Мурадом пышную свадьбу Мехмеда с Ситти-хатун, дочерью Сулейман-бея Дулкадирида. В 1451 году Мехмед II снова стал султаном, теперь уже после смерти Мурада II. Несмотря на то, что Мехмед велел убить своего маленького брата Кучука Ахмеда, рождённого сестрой Измаила, Халиме Хатидже-хатун, отношения двух правителей оставались дружественными. Халиме была выдана замуж за Исхака-пашу.
Согласно Халкокондилу Измаил был с Мехмедом во время осады Константинополя в 1452 году и выступал посредником в переговорах:
«Сын синопского архонта Скендера, по имени Измаил, начал переговоры с эллинами относительно мира. Говорил он так: „Эллины, вы сами знаете, вы находитесь на краю гибели. Что не пошлёте к царю посла для переговоров о мире? Если вы захотите поручить это дело мне, я добьюсь для вас мира. Если же это не случится, город ваш будет порабощён, царь вас всех погубит. Жён и детей ваших мы сделаем рабами, и вы испытаете непереносимые страдания“».

### Смещение Измаила
Мехмед, вероятно, полагал, что Джандариды представляют опасность для османов, или же он просто хотел захватить все южное побережье Чёрного моря. Измаил, в свою очередь, понимал, что рано или поздно султан попробует захватить бейлик. Участник кампании Константин из Островицы писал, что Измаил вступил в союз с Караманидами, Ак-Коюнлу, кроме того, известно, что бей связался с императором Трапезунда.
Захват севера Анатолии Мехмед начал в 1461 году с генуэзской колонии на побережье Чёрного моря, Амасры, находившейся в непосредственной близости от бейлика. Османские историки, современники событий Ашикпашазаде и Мехмед Нешри сообщали, что ещё при подходе османских сил к Амасре Измаил-бей сбежал из Болу в Синоп. Согласно Саад-эд-дину султан решил отобрать бейлик у Измаила и отдать другому сыну Ибрагима II, Кызыл Ахмеду. Измаилу Мехмед отправил письмо, в котором сообщалось, что османский флот идёт в Трапезунд и что Измаилу-бею следует позаботиться и снабдить их всем необходимым. Кроме того, Мехмед просил прислать в свою армию отряд под командованием сына Измаила, Хасана. Как только Хасан прибыл к султану, находившемуся в тот момент времени в Анкаре, его арестовали. Великий визирь Махмуд-паша подготовил флот из сотни галер и отправил в Синоп, а сам демонстративно направился в Эдирне, чтобы Измаил-бей подумал, что кампания будет в Европе. Эта уловка удалась, и бей утратил бдительность, а Махмуд быстро пересёк с армией проливы и прибыл в Бурсу, где находился Мехмед. Оттуда султан послал Махмуда-пашу вместе с Кызыл Ахмедом-беем в Синоп. Османские армия и флот осадили Синоп с суши и с моря. Так описал события современник Ашикпашазаде: «Кызыл Ахмед и Махмуд-паша двинулись вперёд и встали лагерем у крепости. Махмуд-паша подъехал к подножию крепости на своём коне, вызвал Измаил-бея, и Измаил-бей вышел на стену. Снизу Махмуд-паша сказал Измаил-бею: „Эй, бей! Почему ты убегаешь? Как долго ты сможешь продержаться в этой крепости, сражаясь с султаном? мы даже порт этого города заняли“». Измаил-бей, не ожидавший нападения, понял, что сопротивление бесполезно, и сдал город, выговорив гарантии для себя и своей семьи.
Современные греческие авторы Критовул, Халкокондил и Дука излагали несколько отличающуюся версию событий, согласно которой Измаил сдал Синоп без осады по первому требованию Мехмеда и сам вышел к прибывшему к городу султану с мирными предложениями.
Год захвата Кастамону и Синопа многие источники указывали как  1460, но Турсун-бей, участвовавший в кампании как секретарь дивана называл 1461 год. Кроме того, в Джумада ас-сани 865 г. Х. (с 22 марта по 20 апреля 1461 года) мать Измаил-бея вносила в Синопе его имя в вакуфный документ. Захват Синопа не мог быть раньше этого времени.

### На службе османам
Измаила-бея привели к Мехмеду, который принял его с уважением, обращаясь с ним как с равным, и приветствовал у входа в шатер. Все современные авторы указывают, что Измаил получил в управление земли, но расходятся в том, какие. Нешри и Ашикпашазаде писали, что султан выделил Измаилу Енишехир, Инегель, Ярхисар в качестве икта, а его сын Хасан-бей получил санджак Болу. По словам Константина из Островицы султан дал Измаилу в управление санджак Стапимак.
Измаил-бей был в османской армии во время экспедиции в Трапезунд. Мехмед Нешри передавал слухи о том, что Караманоглу Ибрагим-бей писал Измаилу, уговаривая восстать против Мехмеда, на что Измаил ответил, что это недостойно мусульманина: «Вы уже пробовали такие вещи несколько раз. Что вы получили? И что теперь вы будете делать?»
После захвата Трапезунда Мехмед решил отобрать бейлик у Кызыл Ахмеда и отправил его в Морею. Но Кызыл Ахмед сбежал к Ибрагиму Караманиду, а затем в Ак-Коюнлу и стал участвовать в набегах на османские земли. Тогда Измаил попросил Мехмеда перевести его в Румелию, чтобы избегнуть возможных подозрений в связи с братом. Ему дали санджак Филибе (Пловдив), где он и умер в возрасте шестидесяти двух лет в 1479 году. Он был похоронен там же рядом с мечетью Ибн Касыма. Сама мечеть и захоронения были разрушены после перехода города к болгарам.

## Личность
В правление Измаила культурное развитие бейлика достигло пика. Он основывал учебные заведения, поощрял учёных. Кастамону в его правление имел репутацию культурного центра, и  эта репутация сохранялась в течение многих лет после перехода города под власть османов. Измаил лично помогал авторам и переводчикам книг. Он свободно владел арабским и персидским языками, чем поражал гостей, приезжавших в Кастамону из Аравии и Персии. Измаил также способствовал написанию книг на тюркском языке. Поэтому самой высокой оценки заслуживает его вклад в развитие турецкого языка. Он сам сочинил труд из 78 глав под названием «Хульвийят» (Hulviyyât). Это произведение о фюру (часть фикха). В книге автор говорит о том, что собрал воедино многое и написал свою работу на турецком языке, чтобы те, кто не знают арабского и персидского языков, могли получать знания.
Измаил с уважением относился к учёным. В построенном им для себя и своей семьи тюрбе находятся захоронения Сейида Алаэддина Али Аджеми (1456) и Бекташоглу Сафиюддина Эфенди (1448). Оба работали в медресе в Бурсе при Мураде II, но сочли атмосферу Кастамону более подходящей и переехали к Измаилу. Для Мухиддина Мехмета из Никсара Измаил построил медресе и подарил библиотеке медресе триста книг по богословским предметам . Зимой 1461 года в Кастамону Измаила посетил поэт Аджеми Хамиди, направлявшийся к Махмуду-паше. Спустя много лет Аджеми Хамиди снова посетил Измаила, на этот раз в Филибе. В своих стихах он с теплотой упоминал Измаила.
На территории бейлика Измаил построил большое количество хамамов, мечетей, имаретов, караван-сараев, фонтанов. В Филибе Измаил построил хаммам, водопровод, Сарачхане джами.

## Семья
Известно, что одной из жён Измаила была дочь Мурада II. У него были дети:
- Хасан; мать — дочь Мурада II[27][22], жена — дочь Мехмеда II[27].
- Яхья; мать — дочь Мурада II[27][22].
- Абдулджелил[22].